# Мониз, Рикардо
Рикардо Мониз (нидерл. Ricardo Moniz; род. 17 июня 1964, Роттердам) — нидерландский футболист, защитник. Играл за ряд нидерландских клубов, таких как «Эйндховен», «Хелмонд Спорт» и «Валвейк». Ныне тренер.

## Биография

### Карьера игрока
Будучи игроком, играл за такие клубы, как «Валвейк», «Харлем», «Хелмонд Спорт» и «Эйндховен».

### Тренерская карьера
Мониз — один из немногих ставленников известного нидерландского специалиста по развитию навыков Вила Курвера, который был нацелен на улучшение технических способностей над тактическими способностями (одним из известнейших воспитанников, тренировавшихся по методу Курвера, был полузащитник сборной Нидерландов Арьен Роббен).
Свою тренерскую карьеру Мониз начал в небольшом клубе «Нюнен», затем стал ассистентом главного тренера в сборной ОАЭ. В следующем, швейцарском клубе «Грассхоппер», он работал тренером-координатором юниоров. Затем стал главным тренером молодёжной команды нидерландского ПСВ.
В течение трёх лет работал в Англии в клубе «Тоттенхэм Хотспур».
В 2018 году возглавлял словацкий клуб «Тренчин», с которым выступал в Лиге Европы.